# Kevin O'Connell
Kevin O'Connell (Long Island, 27 de novembro de 1957) é um sonoplasta e diretor de som estadunidense. Foi indicado ao Oscar de melhor mixagem de som em dezenove ocasiões, vencendo somente o Oscar de 2017 pelo filme Até o Último Homem.

## Filmografia
1. Terms of Endearment (1983)[2]
2. Dune (1984)[3]
3. Silverado (1985)[4]
4. Top Gun (1986)[5]
5. Black Rain (1989)[6]
6. Days of Thunder (1990)[7]
7. A Few Good Men (1992)[8]
8. Crimson Tide (1995)[9]
9. Twister (1996)[10]
10. The Rock (1996)[10]
11. Con Air (1997)[11]
12. The Mask of Zorro (1998)[12]
13. Armageddon (1998)
14. The Patriot (2000)[13]
15. Pearl Harbor (2001)[14]
16. Spider-Man (2002)[15]
17. Spider-Man 2 (2004)[16]
18. Memoirs of a Geisha (2005)[17]
19. Apocalypto (2006)[18]
20. Transformers (2007)[19]
21. Hacksaw Ridge (2016)
22. Oppenheimer (2023)